# Želvovina

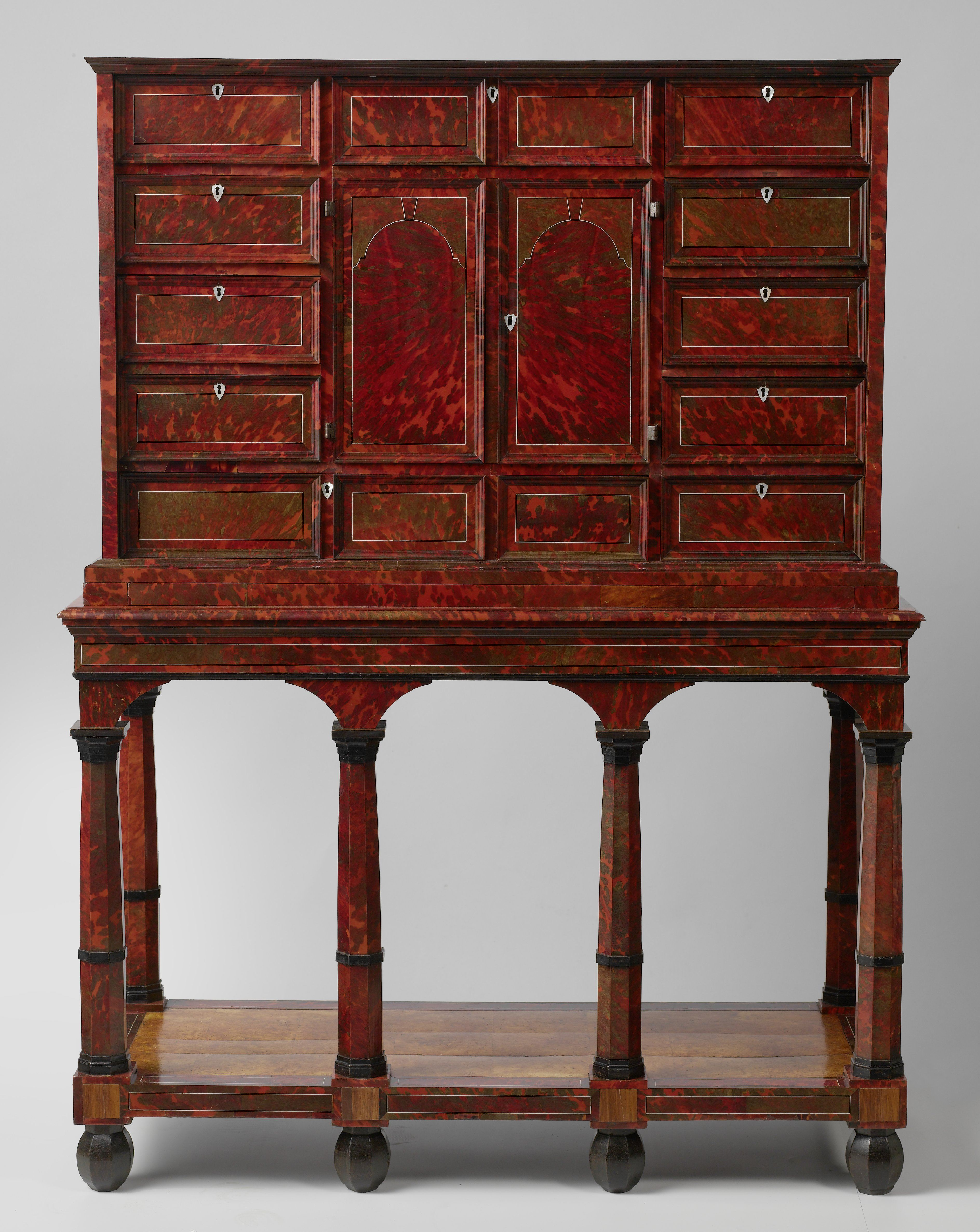
Kabinetní skříň pokrytá želvovinou, cca 1655–1660, Rijksmuseum

Želvovina je přírodní materiál, který se získává z horního krunýře mořské želvy karety pravé (Eretmochelys imbricata). Nejčastěji má jasně žlutou až medovou barvu, bohatě posetou tmavě červenými až hnědými skvrnami.
Jedná se o rohovinové desky, které mají strukturu rostlou do všech stran, proto má tento materiál dobré vlastnosti pro zpracovávání. Dá se dobře leštit a teplem tvarovat. Želvovina se používala k vykládání nábytku (marketerie), zdobení luxusního stříbrnického zboží (pudřenky, tabatěrky), k výrobě dekorativních předmětů, hřebenů do vlasů, spon i brýlových obrub.
Mezinárodní obchod s želvovinou je zakázán, protože je kareta chráněna úmluvou CITES.